# Prosimulium mixtum
Prosimulium mixtum is een muggensoort uit de familie van de kriebelmuggen (Simuliidae). De wetenschappelijke naam van de soort is voor het eerst geldig gepubliceerd in 1958 door Syme and Davies.